# Bataille de Tchernihiv
Invasion de l'Ukraine par la Russie de 2022
Batailles
Offensive de Kiev (Jytomyr, Kiev) : 
- 1re Hostomel
- Tchernobyl
- Ivankiv
- Kiev
- 2e Hostomel
- Vassylkiv
- Boutcha
- Irpin
  - Bombardement de réfugiés
- Jytomyr
- Mochtchoun
- Makariv
- Brovary

Offensive du Nord (Tchernihiv, Soumy) :
- Hloukhiv
- Slavoutytch
- Bombardements
- Soumy
- Trostianets
- Tchernihiv
- Okhtyrka
- Lebedyn
- Konotop
- Romny
- Desna
- Escarmouches frontalières

Russie  (Briansk, Belgorod) :
- Incursions en Russie occidentale
  - Oblast de Briansk
  - Oblasts de Belgorod et de Koursk
    - Incursions de 2024

  - Bombardement de Belgorod
- Oblast de Koursk (août 2024)

Campagne de l'Est (Donetsk, Louhansk, Kharkiv)
Kharkiv :
- 1re Kharkiv
  - Tchouhouïv
  - Bombardements : en février
  - en mars
  - en avril
  - du bâtiment administratif
- Izioum
- 2e Kharkiv
  - Balaklia
  - 1re Koupiansk
  - Chevtchenkove
- 3e Kharkiv

Nord du Donbass:
- Starobilsk
- Sloviansk
  - Dovhenke
  - 1re Lyman
  - Sviatohirsk
  - Bohorodychne et Krasnopillia
  - Bombardements : Bilohorivka
  - Kramatorsk
- Sievierodonetsk
  - Kreminna
  - Donets
  - Roubijné
  - Popasna
  - Tochkivka
  - Massacre
- Lyssytchansk
- 2e Kharkiv
  - Balaklia
  - 1re Koupiansk
  - Chevtchenkove
  - 2e Lyman
- Oblast de Louhansk
  - Ligne Svatove-Kreminna
  - Serebryansky
  - 2e Koupiansk

 Centre du Donbass:
- Horlivka
- Popasna
- Svitlodarsk
- Bakhmout
  - Soledar
- Siversk
- Tchassiv Iar
- Toretsk

Sud du Donbass :
- Volnovakha
- Marioupol
  - Bombardements : de l'hôpital
  - du théâtre
  - de l'école d'art
- Pisky
- Vouhledar
  - Pavlivka
- Marïnka
- Contre-offensive de 2023
- Avdiïvka
- Novomykhaïlivka
- Pokrovsk
  - Krasnohorivka
  - Toretsk
- Bombardements :
- Makiïvka
- Donetsk

Campagne du Sud (Mykolaïv, Kherson, Zaporijjia)
- 1re Kherson
- Odessa
- Melitopol
- Mykolaïv
  - Bombardements : à fragmentation
  - du bâtiment administratif
- 1re Berdiansk
- Zaporijjia
- Tchornobaïvka
- Enerhodar
- Voznessensk
- Houliaïpole
- Davydiv Brid
- 2e Berdiansk
- Nova Kakhovka
- 2e Kherson
  - Doudtchany
- Dniepr
- Tchoulakivka
- Contre-offensive de 2023
  - Robotyne

Frappes aériennes dans l'Ouest et le Centre de l'Ukraine
- Lviv (02/2022)
- Vinnytsia (03/2022)
- Yavoriv (03/2022)
- Deliatyne (03/2022)
- Dnipro

Guerre navale
- Île des Serpents (02/2022)
- Moskva (04/2022)

Attaques en Crimée
- Novofedorivka (08/2022)
- Djankoï (08/2022)
- Pont de Crimée (10/2022)
- Base navale de Sébastopol (10/2022)
- Pont de Crimée (07/2023)
- Base navale de Sébastopol (09/2023)

Débordement
- Aéroport de Millerovo
- Sabotages en Russie
- Attaques en Transnistrie
- Sabotage des gazoducs Nord Stream
- Terrain d'entraînement militaire de Soloti
- Explosions en Pologne
- Bases aériennes de Dyagilevo et Engels-2
- Base aérienne de Minsk-Matchoulichtchi
- Crise russo-moldave de 2023
  - Accusations de tentative de coup d'État en Moldavie
- Incident de drone de 2023 en mer Noire
- Rébellion du groupe Wagner

Massacres
- Tchernihiv
- Boutcha
- Borodianka
- Olenivka
- Izioum

La bataille de Tchernihiv, ou le siège de Tchernihiv, est une bataille pour le contrôle de la ville de Tchernihiv, capitale de l'oblast du même nom dans le nord de l'Ukraine, lors de l'invasion de l'Ukraine par la Russie de 2022.
Tchernihiv, située entre la frontière biélorusse et Kiev, est attaquée par l'armée russe dès le premier jour de l'invasion, dans le cadre de l'offensive de Kiev qui vise à prendre rapidement le contrôle de la capitale et à renverser les pouvoirs publics ukrainiens. Les troupes russes rencontrent une résistance importante de l'armée ukrainienne, et échouent à conquérir la ville. Elles cessent alors leurs manœuvres terrestres d'assaut, et mettent en place un siège de la ville.
Tchernihiv subit des bombardements continus durant le mois de mars 2022, qui provoquent la mort d'au moins plusieurs centaines de civils et la destruction de très nombreux bâtiments publics et privés. Plus de la moitié des habitants fuient les combats, et ceux qui restent survivent dans des conditions précaires. Les infrastructures de réseaux - électricité, eau et gaz - sont mis hors d'usage, et les principaux réseaux routiers sont endommagés, en particulier les ponts. Néanmoins, l'armée russe ne parvient pas à entrer dans la ville, qui reste contrôlée par l'Ukraine et n'est pas complètement isolée.
Fin mars 2022, la Russie acte l'échec de l'offensive de Kiev en prétendant qu'elle n'était pas son objectif principal et en annonçant privilégier les régions du Donbass. Elle retire ses troupes du nord de l'Ukraine et lève le siège de Tchernihiv au début du mois d'avril.

## Contexte
Tchernihiv (en ukrainien : Чернігів) est une ville d'Ukraine située sur la rive droite de la Desna, à 131 km au nord de Kiev. Elle est la capitale administrative de l'oblast de Tchernihiv. Sa population est estimée à 286 899 habitants en 2020.
L'invasion de l'Ukraine par la Russie de 2022 est une opération militaire déclenchée le 24 février 2022 sur ordre du président russe Vladimir Poutine. La campagne militaire, dans le cadre du conflit russo-ukrainien en cours depuis 2014, émerge d'une montée progressive des tensions débutée en 2021.
Les forces armées russes font une incursion dans la région du Donbass, dans l'est de l'Ukraine, le 21 février 2022, avant une offensive aérienne, maritime et terrestre sur l'ensemble du territoire ukrainien le 24 février.
Tchernihiv est située sur l'une des principales routes conduisant à la capitale Kiev, qui est l'un des objectifs majeurs de l'armée russe pendant les premiers jours de l'invasion.

## Bataille

### Tentative de prise de contrôle de Tchernihiv (24-26 février)
Le 24 février 2022, la Russie envahit l'Ukraine, et commence l'offensive de Kiev, qui a pour objectif de prendre le contrôle de la capitale ukrainienne. Au nord-ouest de la ville, les forces armées russes pénètrent dans l'oblast de Kiev depuis la Biélorussie, État allié dans lequel ont été positionnées des troupes en préparation de l'invasion. Elles remportent la bataille de Tchernobyl et prennent la zone d'exclusion de Tchernobyl en quelques heures, puis poursuivent leur route vers le sud en direction de Kiev.
Du côté nord-est, les forces armées russes envahissent l'oblast de Tchernihiv depuis le territoire russe, également dans l'objectif d'atteindre Kiev. L'offensive conduite par la 41e armée, dont la 90e division blindée, entre par le poste-frontière de Senkivka, qui forme un tripoint entre l'Ukraine, la Biélorussie et la Russie.
Des combats ont lieu le jour même à proximité de la ville de Tchernihiv, capitale de l'oblast.
L'offensive russe rencontre la résistance de l'armée ukrainienne, qui parvient à la contenir hors de Tchernihiv. Afin de poursuivre leur progression vers l'objectif principal de l'offensive de Kiev, un  Groupe tactique de bataillon (BTG) de la 41e armée contourne Tchernihiv par la route M01 (E95), puis poursuit vers le sud en direction de Kozelets et Brovary, tandis qu'un autre  Groupe tactique de bataillon (BTG) continue à engager les forces ukrainiennes aux abords de Tchernihiv,,.

### Assiègement de Tchernihiv (27 février - 2 mars)
Le 27 février, les forces russes changent de tactique, encerclent les villes qu'elles attaquent et semblent préparer une guerre de siège ; Tchernihiv est cernée et assiégée. 
À partir du 28 février, les bombardements russes reprennent effectivement sur plusieurs villes ukrainiennes, dont Tchernihiv. Le gouvernement ukrainien rapporte qu'un immeuble résidentiel a pris feu en début de matinée après avoir été atteint par un tir de missile, et que les bombardements se sont poursuivis au cours de la journée, touchant plusieurs habitations, et provoquant notamment l'incendie du centre commercial Epicenter.
Des prises de vue satellite réalisées le même jour par l'entreprise américaine Maxar Technologies, et publiées le 2 mars, montrent des maisons en flammes dans le village de Rivnopillya, sur la route de Tchernihiv, et des cratères d'obus dans la campagne environnante. Les images montrent que le pont de la rue Kiltseva sur la Stryzhen (uk), au nord de la ville, a été détruit, ainsi que le pont sur la Desna de la route M01 (E95) entre Chestovytsya et Zolotynka au sud-ouest de Tchernihiv,.
Le 1er mars, le gouverneur de l'oblast de Tchernihiv (uk), Viatcheslav Chaus (uk), annonce dans un communiqué que toutes les entrées de la ville ont été minées par l'armée ukrainienne pour sa défense. Les bombardements se poursuivent, et le maire de Tchernihiv, Vladyslav Atrochenko (uk), déclare le lendemain matin que les habitants doivent s'attendre à des combats urbains alors que l'armée russe tente de pénétrer dans la ville.
La journée du 2 mars voit l'offensive de Kiev s'immobiliser, selon le gouvernement des États-Unis. Tchernihiv est toujours assiégée et bombardée, mais aucun assaut n'a été lancé. Les troupes russes encerclent Tchernihiv dans les secteurs nord, à l'ouest et à l'est, empêchant toute sortie de la ville. Le secteur sud est rendu dangereux par les bombardements qui ont détruit plusieurs ponts.

### Siège et bombardements (3-29 mars)
Durant tout le mois de mars, Tchernihiv devient un point de résistance important de l'armée ukrainienne, qui entrave durablement le succès de l'offensive de Kiev. Tchernihiv est la cible de bombardements continus, détruisant une grande partie de la ville.

#### Début de la campagne de bombardements (3-5 mars)
À partir du 3 mars, l'armée russe ne cherche plus à entrer à Tchernihiv, mais intensifie les bombardements de la ville, qui touchent de nombreuses cibles civiles. L'écrasement de la résistance ukrainienne est recherchée pour opérer la jonction entre l'offensive de Kiev, qui a jusqu'alors échoué à prendre la ville et concentre ses efforts sur la capitale, plus au sud, et l'offensive de l'Est, qui a réussi une percée depuis l'oblast de Soumy. La ville est défendue par la Force de défense territoriale ukrainienne. Une partie de la population civile a fui les combats, les habitants restants tentent d'échapper aux frappes aériennes et d'assurer leur survie.
Au matin du 3 mars, un obus frappe un réservoir de pétrole à Tchernihiv, répandant une colonne de fumée noire.
Le même jour, un bombardement aérien sur le quartier résidentiel de Stara Podsoudovka détruit des immeubles résidentiels ; l'attaque cause la mort d'au moins 47 civils et fait de nombreux blessés. Parmi les cibles des avions russes on retrouve deux écoles.
Le lendemain, le 4 mars, les autorités ukrainiennes relèvent le bilan du bombardement à 47 victimes civiles et rapportent la destruction de logements et d'hôpitaux. Amnesty International publie le 9 mars un rapport indiquant que l'attaque aérienne, composée de huit bombes, a touché principalement des personnes faisant la queue devant un magasin d'alimentation. Aucune cible militaire ne se trouvait à proximité ; la frappe est ainsi soupçonnée de constituer un crime de guerre. Le raid aérien a été mené par des biréacteurs Soukhoï Su-34 "Fullback" spécialisés dans la pénétration et l'attaque au sol.
Les médias étrangers publient des témoignages de civils réfugiés dans les sous-sols des immeubles, blessés dans les bombardements, voyant leur maison en flammes, ou en ruine.

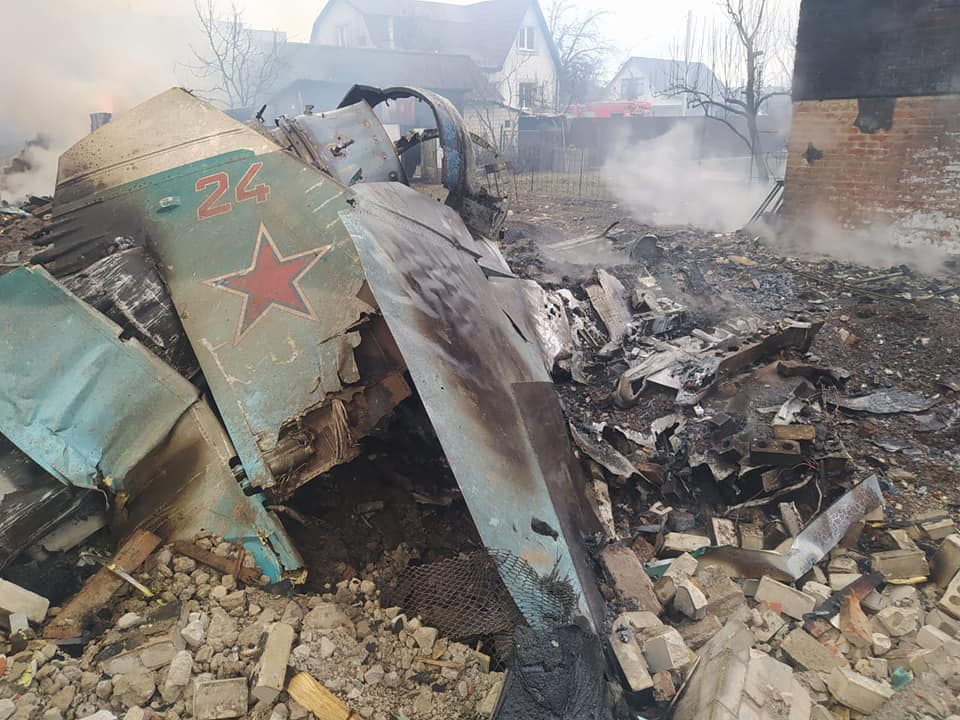
Photo publiée par le ministère des Situations d'urgence d'Ukraine du bombardier russe que l'armée aurait abattu, le 5 mars 2022.

Le 5 mars, l'Ukraine revendique avoir abattu un avion bombardier russe Soukhoï Su-34 au-dessus de Tchernihiv, qui s'est écrasé sur la ville après que ses deux pilotes s'en sont échappés en parachute. Cette action montre que les forces armées russes ont échoué à anéantir les défenses antiaériennes ukrainiennes et à prendre le contrôle du ciel. Tandis que des combats similaires se déroulent autour de plusieurs villes assiégées, notamment Marioupol, l'armée ukrainienne fait également savoir qu'elle poursuit ses efforts de défense de Tchernihiv.
Le 5 mars, les huit derniers enfants hospitalisés à l'unité d'oncologie de l'hôpital de Tchernihiv et leurs mères sont évacués de Tchernihiv, après avoir passé 12 jours dans un abri antiaérien atteints par la pénurie de nourriture et de médicaments. Ils quittent la ville par la route sud le dernier jour où celle-ci est encore praticable. Ils rejoignent un convoi de 173 personnes, composé des enfants atteints de cancer et leurs familles, qui est conduit à l'hôpital pédiatrique de Lviv le 7 mars, puis en Pologne le 8 mars à travers le poste-frontière de Rava-Rouska (en).
Le 6 mars, le président de l'Ukraine, Volodymyr Zelensky, annonce qu'il donne à Tchernihiv et cinq autres villes ukrainiennes le titre de « ville héros », en référence aux villes héros de la Seconde Guerre mondiale en Union soviétique.

#### Tentatives de regroupement de l'armée russe (6-14 mars)
Une fois le siège mis en place, la 41e armée russe, bloquée par la résistance des Forces armées ukrainiennes qui parviennent à la tenir hors de Tchernihiv, effectue des mouvements de regroupement, qui font craindre aux Ukrainiens un nouvel assaut en vue d'achever l'encerclement de Kiev. Les 6 et 7 mars, l'armée ukrainienne signale ainsi des mouvements russes au sud de Tchernihiv, qui semblent préparer un assaut imminent de la ville.
Dans les jours qui suivent, l'armée russe poursuit ses efforts militaires dans l'offensive de Kiev. Elle continue ses manœuvres de contournement par l'ouest de Tchernihiv, avec des forces limitées, estimées à quatre groupes tactiques de bataillon (BTG). Celles-ci pourraient rejoindre celles de l'offensive du nord-est de l'Ukraine, qui ont contourné la résistance de la bataille de Soumy, aux alentours de Kozelets, pour marcher vers Kiev. Pour autant, elle ne lance pas d'assaut de grande ampleur sur Kiev ni sur Tchernihiv ; l'état de ses forces apparaît alors incertain,.

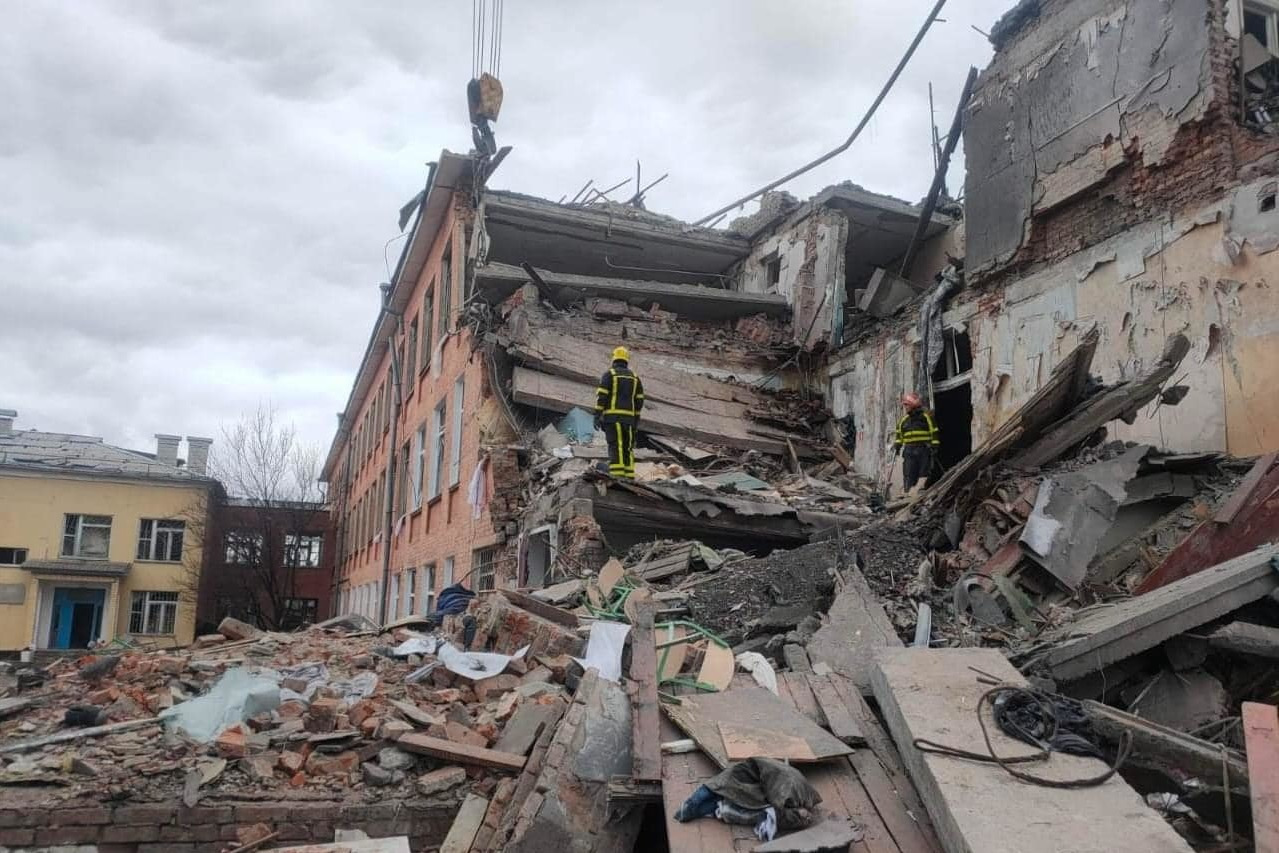
Photo publiée par le ministère des Situations d'urgence d'Ukraine des opérations de sauvetage dans un immeuble détruit par un bombardement à Tchernihiv.

Dans le même temps, les bombardements se suivent et provoquent des dégâts importants à Tchernihiv.
Le 8 mars, les autorités ukrainiennes accusent la Russie d'avoir fait usage de mines antipersonnel dans l'oblast de Tchernihiv, après une explosion qui aurait fait trois morts et trois enfants blessés.
Le 9 mars, le ministère des Situations d'urgence d'Ukraine publie une vidéo montrant deux de ses agents désamorçant une bombe qui n'a pas explosé lors de sa chute à Tchernihiv.
Le 11 mars, le stade de Tchernihiv et la bibliothèque municipale sont détruits, ainsi que le musée des antiquités ukrainiennes Vassily Tarnovsky.
Le lendemain, le 12 mars, c'est au tour du célèbre hôtel Ukraine (en) de l'avenue Myru (en) d'être réduits en cendres. Le gouverneur de l'oblast de Tchernihiv (uk), Viatcheslav Chaus (uk), explique que la ville a subi plusieurs coupures d'électricité et que les alimentations en eau potable et en gaz de ville sont presque interrompues. Le 11 mars, un missile frappe un immeuble résidentiel de neuf étages, tuant au moins une personne.

#### Stabilisation de la ligne de front (15-22 mars)

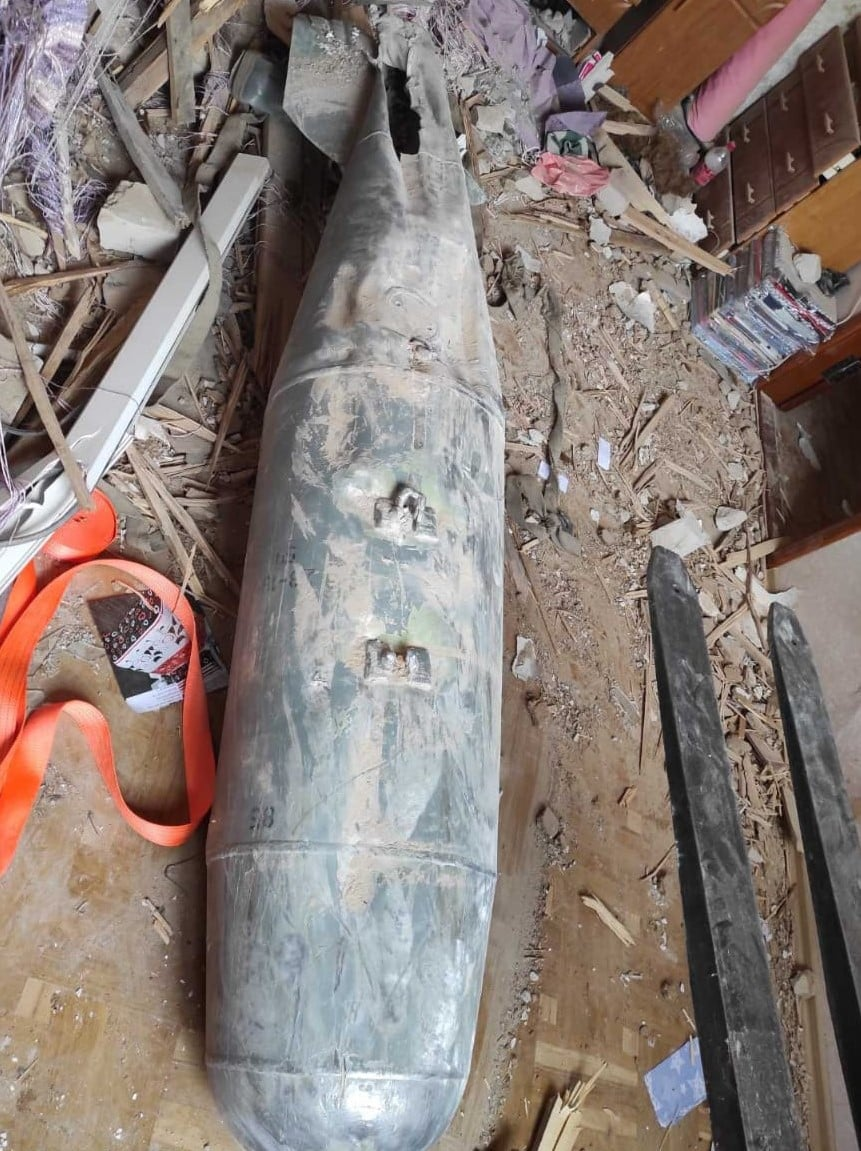
Une bombe aérienne larguée sur Tchernihiv photographiée par le ministère des Situations d'urgence d'Ukraine.

À la mi-mars, les combats se poursuivent dans la région de Tchernihiv dans des positions complexes et difficiles pour les deux parties. Les deux armées russes impliquées, la 41e armée et la 2e armée de la Garde, sont en cours de réorganisation et de renforcement. Les forces ukrainiennes, composées d'une dizaine de brigades régulières ou territoriales et regroupant 10 000 à 15 000 soldats, sont en partie encerclées près de Nijyn,,.
Selon le gouvernement américain, Tchernihiv est relativement isolée dans une zone difficilement franchissable où se déroulent d'intenses combats ; l'armée russe fait par ailleurs peu de progrès sur toutes ses offensives, et continue à organiser ses renforts à l'arrière du front.
Les forces armées russes passent alors dans une position défensive autour de Tchernihiv. Elles s'efforcent d'une part de conserver leurs positions en repoussant les attaques venues de l'extérieur, ce qui leur permet de poursuivre les manœuvres d'artillerie sur la ville ;  et d'autre part de tenter de résoudre leurs difficultés logistiques afin d'amener des renforts vers le sud en direction de Brovary et Kiev,. L'état-major ukrainien dénombre trois bridages russes positionnées à Tchernihiv.
Les bombardements terrestres et aériens ne cessent pas. Le 16 mars, l'ambassade des États-Unis à Kiev rapporte que l'armée russe a fusillé 10 civils faisant la queue devant un magasin sur la voie publique à Tchernihiv, tandis que celle-ci conteste la présence de ses soldats à l'intérieur de la ville. Le même jour, cinq corps sont retirés des décombres d'un immeuble résidentiel bombardé. Un communiqué du gouverneur de l'oblast de Tchernihiv (uk), Viatcheslav Chaus (uk) fait état de 53 personnes tuées.
Le 20 mars, une opération humanitaire organisée par l'American Jewish Joint Distribution Committee permet l'évacuation de 300 personnes juives de Tchernihiv, qui sont conduites vers la Moldavie.

#### Isolement et crise humanitaire (23-30 mars)
Après plusieurs semaines de bombardements, la situation à Tchernihiv devient de plus en plus désespérée.
Le 23 mars, l'armée russe détruit le pont routier enjambant la Desna à Tchernihiv (en) par un bombardement aérien. Celui-ci constituait le point de passage le plus important pour l'Ukraine, servant à la fois de porte d'entrée pour l'approvisionnement de la ville depuis le sud, et de porte de sortie pour les nombreux habitants fuyant les combats. La destruction du pont accompagne la poursuite des efforts d'encerclement de Tchernihiv par la Russie, mais sans succès. A contrario, l'armée ukrainienne conduit des contre-offensives réussies dans la région, repoussant les forces russes autour de Kiev, mais sans parvenir à diminuer la pression exercée sur Tchernihiv.
La destruction du pont routier sur la Desna (en) accroît l'isolement de Tchernihiv. À la suite des nombreux bombardements, Tchernihiv est dans une situation matérielle et humaine de plus en plus désespérée. Les habitants restants, dont le nombre est alors estimé à 150 000, sont privés d'électricité, d'eau courante et de chauffage. La mairie de Tchernihiv décide de rationner la distribution d'eau potable à 10 litres par personne à compter du 24 mars. La Défenseure des droits humains d'Ukraine (en), Lioudmyla Denissova, dénonce les souffrances imposées à la population civile pour obtenir des concessions militaires.
Dans les jours qui suivent, la ville est incluse par le gouvernement ukrainien dans ses tentatives de négocier la création de corridors humanitaires afin de permettre la fuite des civils. Il devient particulièrement périlleux de quitter la ville, en passant par le pont piéton (en) et en passant par des zones forestières.
Plus de la moitié de la population de Tchernihiv a fui la guerre : des 280 000 habitants, le maire Vladyslav Atrochenko (uk), estime que 120 000 à 130 000 demeurent encore dans la ville. Les autorités craignent qu'elle connaisse le même sort que Marioupol, dont le siège se transforme en destruction totale et en catastrophe humanitaire. À Tchernihiv, les habitants restants tentent de survivre aux bombardements constants en se cachant dans des abris. La Russie nie cibler les bâtiments civils, mais un très grand nombre de destructions sont avérées.
Le 25 mars, l'état-major russe déclare que les objectifs de la première phase de l'« opération spéciale » sont atteints, que l'invasion avait pour véritable enjeu la « libération » complète du Donbass et que la Russie va désormais se concentrer sur cet objectif. Ces affirmations sont en contradiction avec les justifications avancées au début de l'invasion, et avec la réalité opérationnelle qui a vu des moyens importants engagés pour l'offensive de Kiev, ainsi que sur le sud de l'Ukraine. Ces déclarations ne sont pas suivies d'effet opérationnel immédiat à Kiev et à Tchernihiv, où la Russie continue ses efforts militaires dans les jours qui suivent.
Le jour même à midi, l'armée russe lance une nouvelle attaque de faible ampleur, qui est repoussée par les défenseurs ukrainiens. Selon le gouvernement ukrainien, les soldats russes diffusent également des tracts de propagande incitant la population à se rendre. Le lendemain 26 mars, les forces russes parviennent à entrer dans Slavoutytch, qui pourrait être une étape vers la réduction de la résistance de Tchernihiv. La Russie cherche ainsi à conforter sa présence au nord-est de Kiev, sur la rive droite du Dnipro, en contrôlant la route M01 (E95). L'alternative ouverte par la percée de l'axe de Soumy à Brovary constitue une route longue, difficile à maîtriser et vulnérable aux contre-attaques ukrainiennes sur les convois logistiques.

### Repli des forces russes (30 mars - début avril)

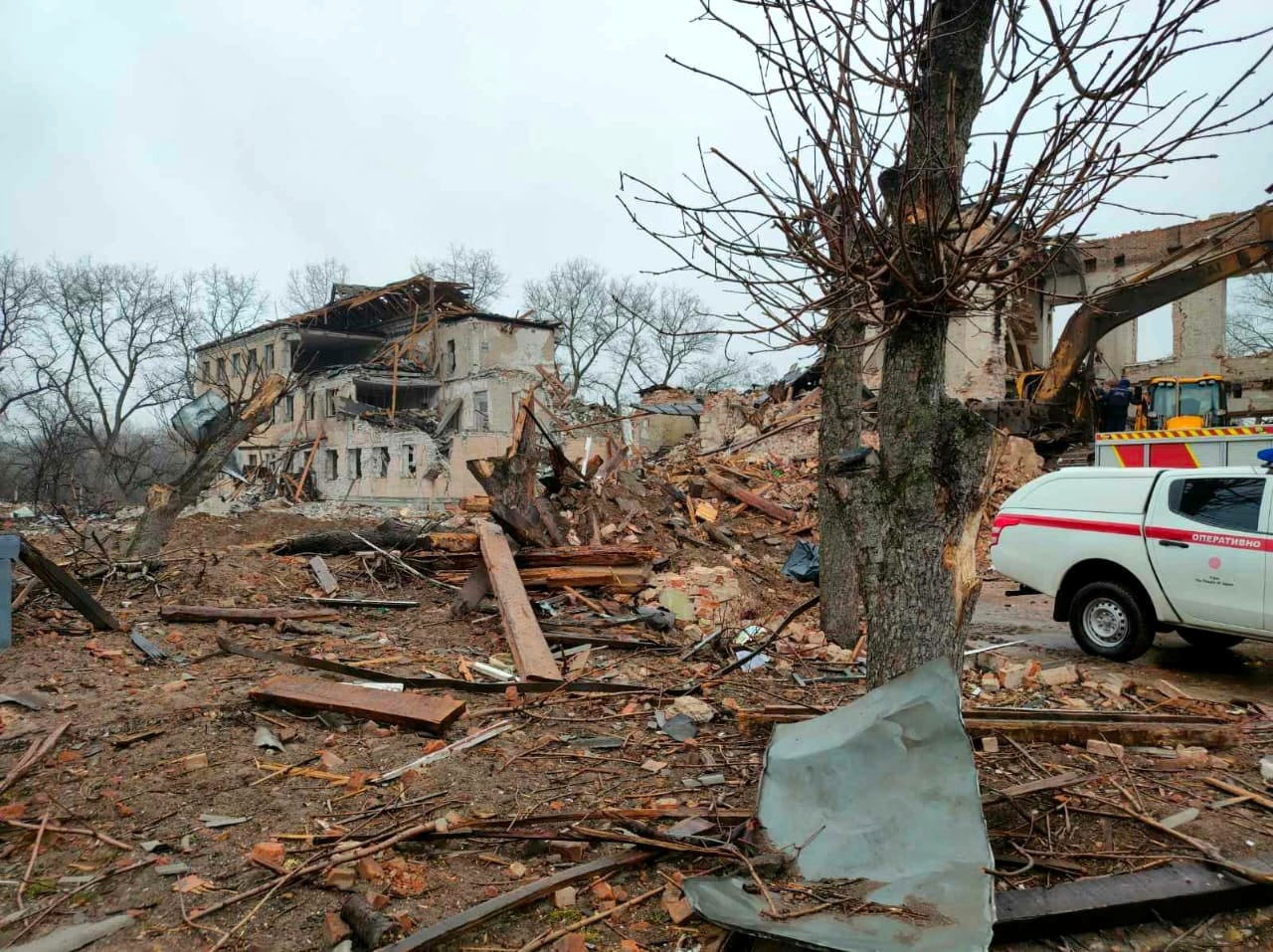
Photo prise par le ministère des situations d'urgence d'Ukraine montrant un bâtiment détruit par les bombardements à Tchernihiv.

Le 29 mars 2022, le vice-ministre de la défense russe, Alexander Fomin (ru), déclare que la Russie va « réduire radicalement ses opérations militaires en direction de Kiev et Tchernihiv » dans le cadre des négociations de paix entre la Russie et l'Ukraine à Istanbul, en Turquie. L'annonce est accueillie avec scepticisme et méfiance par l'Ukraine. Dans un premier temps, la situation à Tchernihiv dément en effet ces paroles. Dans la nuit du 29 au 30 mars, les attaques d'artillerie se poursuivent de façon soutenue. Les autorités municipales et régionales constatent un maintien voire une intensification des frappes ; le marché couvert de Tchernihiv est détruit. L'état-major ukrainien observe des mouvements de troupes dans la région, mais qui procèdent davantage d'une rotation des troupes que d'un réel retrait,. Le 30 mars, l'état-major russe prétend dans un communiqué avoir atteint ses objectifs à Kiev et à Tchernihiv et procéder à un « regroupement planifié des troupes », ce qui semble contredire les annonces précédentes.
À compter du 31 mars, l'armée russe procède effectivement à une manœuvre de repli, à partir du point maximal de son avancée vers le sud autour de Brovary, à l'extrémité est de Kiev et au sud de Tchernihiv. L'armée ukrainienne profite de ce mouvement pour conduire des contre-attaques locales sur les villages du sud de l'oblast de Tchernihiv.
Le 1er avril, l'Ukraine observe le retrait de forces russes de la région de Tchernihiv, depuis Brovary jusqu'à la Biélorussie. Elle continue son avancée dans les villes proches de Kiev et les villages autour de Tchernihiv. Le même jour, le maire de Tchernihiv, Vladyslav Atrochenko (uk), accuse l'armée russe d'avoir bombardé le service d'oncologie d'un hôpital et dénonce la crise humanitaire que traverse la ville.

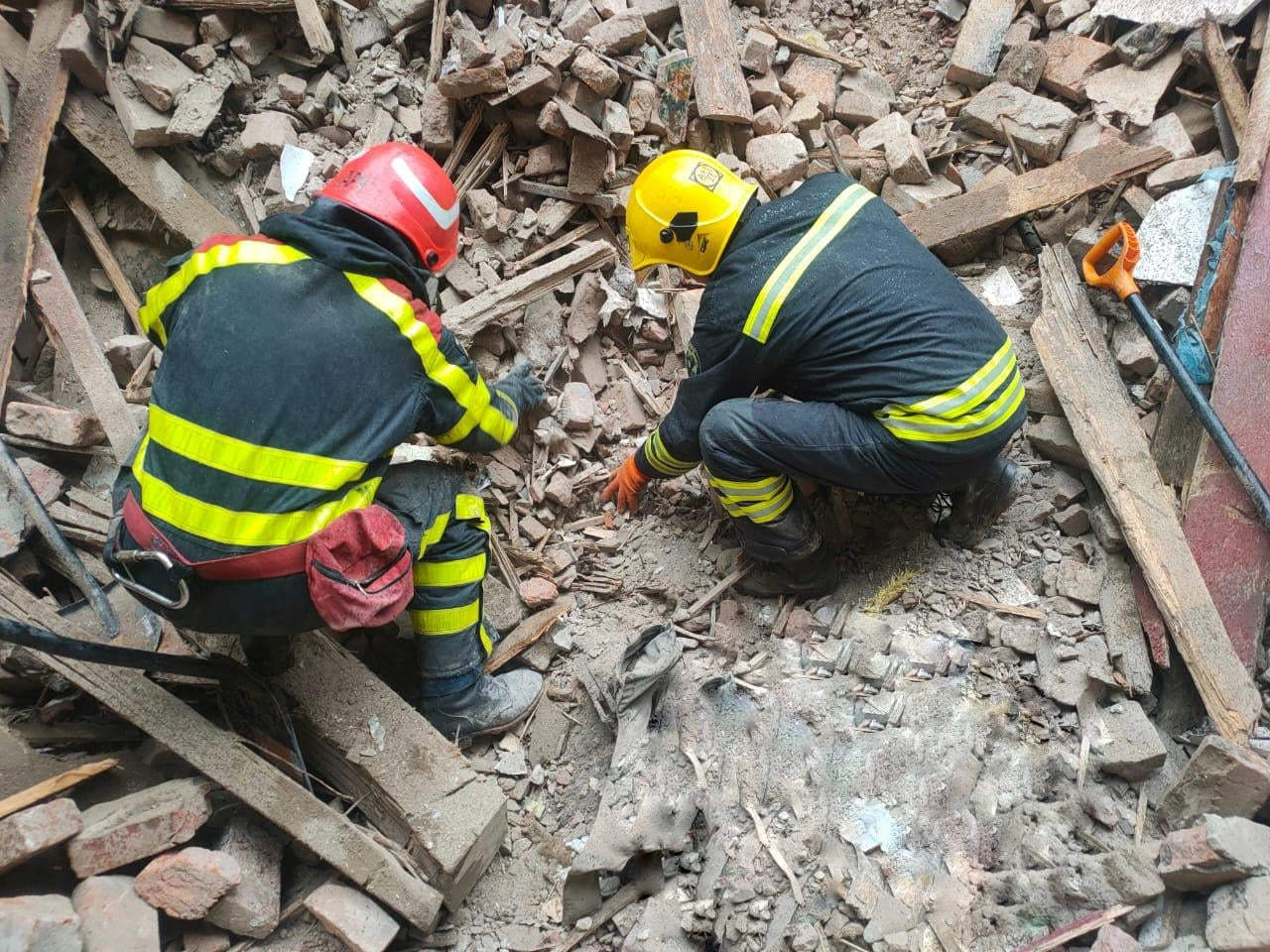
Les sauveteurs du ministère des situations d'urgence d'Ukraine fouillent les décombres d'un bâtiment détruit à Tchernihiv, le 1er avril 2022.

Le 2 avril, la plupart des forces qui avaient contourné Tchernihiv au début de la guerre ont quitté l'Ukraine. Une partie d'entre elles ont repris la route route M01 (E95) vers le nord et la Biélorussie, contournant Tchernihiv ; elles sont poursuivies par l'armée ukrainienne qui revendique la reprise de Chestovytsya puis Horodnia. D'autres ont pris la route de Konotop vers le nord-est pour regagner la Russie. La 41e armée reste stationnée près de Tchernihiv et contrôle les opérations de retrait.
Dans une allocution filmée le 3 avril, le maire Vladyslav Atrochenko (uk) déclare que la pression militaire s'est relâchée sur Tchernihiv, permettant aux autorités de conduire des opérations de déblayage et de déminage. Il estime que 70 % de la ville est détruite. Les Ukrainiens restent dans la crainte d'une reprise des hostilités.
Le 4 avril, l'armée russe ne tient plus de positions défensives à Tchernihiv, et l'Ukraine revendique de nouveau le contrôle de l'ensemble de l'oblast de Tchernihiv, ainsi que des oblasts voisins de Kiev et de Soumy. L'offensive de Kiev est un échec. La retraite russe a lieu de façon ordonnée, mais des unités isolées subsistent parfois ; l'armée ukrainienne se lance à leur poursuite,.
Les forces russes retirées du nord de l'Ukraine se regroupent en Biélorussie et en Russie en vue d'être redéployées sur d'autres fronts. Cependant, une partie d'entre elles restent positionnées à la frontière entre la Biélorussie et l'Ukraine, dans le but de menacer l'Ukraine et ainsi de fixer une partie de ses troupes loin des régions où les combats se poursuivent.